# Yannis Philippakis
Yannis Philippakis (Grieks: Γιάννης Φιλιππάκης) (Karpathos, 23 april 1986) is de leadzanger van de indierockband Foals. Hij is van Griekse en Joodse afkomst. Philippakis studeerde aan het St. John's College in Oxford, maar is na zijn eerste jaar gestopt om zich op zijn muziek te richten. Met zijn band heeft hij vijf albums gemaakt.
In 2020 duikt hij op als gastzanger op het album Dark Matter van de Britse housegroep CamelPhat. Hier zingt hij het nummer Hypercolour.
- MusicBrainz: 15f442f6-5a5a-4269-9512-da0b270d9650
- Virtual International Authority File: 3823156253568808110000